# Azhy Robertson
Azhy Robertson, född 12 januari 2010 i New York, är en amerikansk skådespelare.
Robertson har bland annat medverkat i TV-serierna Invasion och The Plot Against America. Han har även medverkat i filmen Marriage Story.

## Filmografi (i urval)
- 2019 – Marriage Story
- 2020 – The Plot Against America (TV-serie)
- 2021 – Gossip Girl (2021) (TV-serie)
- 2021–2023 – Invasion (TV-serie)